# Franjevačka crkva sv. Ivana Krstitelja u Podmilačju
Crkva sv. Ivana Krstitelja je rimokatolička crkva u Podmilačju. Ovo je najstarije katoličko svetište u Bosni i Hercegovini, i u ovom dijelu Europe.
Podmilačje je poznato prije svega po svetištu sv. Ivana Krstitelja u crkvi izgrađenoj 1416. Po svojim stilskim obilježjima bliska je tadašnjoj europskoj sakralnoj arhitekturi kontinentalnoga tipa, ali joj je kasnogotički portal načinjen u nekoj radionici hrvatskoga priobalja. Crkva je duga 15,85 m i široka 8,50 m. Koncem 1992. godine crkvica je, zajedno sa župnom crkvom u koju je bila ugrađena, minirana i potpuno srušena. Obnova je završena 2000. godine.
Već u 18. stoljeću ima pisanih spomena o hodočašćenju, a vjerojatno se radi o znatno duljoj hodočasničkoj tradiciji. Krajem 19. stoljeća spominju se brojke od 7,000 do 8,000 hodočasnika za blagdan sv. Ivana Krstitelja. U razdoblju između dva rata hodočastilo je u prosjeku oko desetak tisuća, dok se sedamdesetih i osamdesetih godina okupljalo više desetaka tisuća vjernika.

## Vanjske poveznice
- Facebook Župa i svetište svetog Ivana Krstitelja u Podmilačju
- YouTube Turističko-promotivni film: "SVETI IVO U PODMILAČJU", Produkcija: Turistička zajednica SBK/KSB, Srednjabosna.ba